# 1. slovenská fotbalová liga 2007/2008
V soubojích 15. ročníku 1. slovenské fotbalové ligy 2007/08 (druhé patro slovenských fotbalových soutěží) se utkalo 12 týmů dvoukolovým systémem podzim – jaro.
Nováčky soutěže se staly FK Inter Bratislava (sestup z Corgoň ligy) a dva vítězové regionálních skupin 3. ligy – FK Mesto Prievidza a MFK Goral Stará Ľubovňa. ŠK Eldus Močenok se do soutěže nepřihlásil, jeho místo zaujal tým FK Slavoj Trebišov.
Vítězem a zároveň i jediným postupujícím se stal tým 1. FC Tatran Prešov. Do 3. ligy sestoupily poslední dvě mužstva tabulky – FK Slavoj Trebišov a MFK Goral Stará Ľubovňa.

## Konečná tabulka
| Poř. | Tým                     | Z  | V  | R  | P  | VG | OG | B  |
| ---- | ----------------------- | -- | -- | -- | -- | -- | -- | -- |
| 1.   | 1. FC Tatran Prešov     | 33 | 23 | 8  | 2  | 64 | 14 | 77 |
| 2.   | FO ŽP ŠPORT Podbrezová  | 33 | 15 | 10 | 8  | 49 | 34 | 55 |
| 3.   | FK Inter Bratislava     | 33 | 15 | 8  | 10 | 49 | 40 | 53 |
| 4.   | FK LAFC Lučenec         | 33 | 15 | 6  | 12 | 53 | 45 | 51 |
| 5.   | MŠK Rimavská Sobota     | 33 | 13 | 11 | 9  | 40 | 32 | 50 |
| 6.   | FK Mesto Prievidza      | 33 | 11 | 10 | 12 | 46 | 56 | 43 |
| 7.   | FK Slovan Duslo Šaľa    | 33 | 11 | 8  | 14 | 41 | 46 | 41 |
| 8.   | MFK Košice „B“          | 33 | 10 | 7  | 16 | 41 | 47 | 37 |
| 9.   | MFK Zemplín Michalovce  | 33 | 11 | 4  | 18 | 33 | 43 | 37 |
| 10.  | 1. HFC Humenné          | 33 | 8  | 12 | 13 | 30 | 37 | 36 |
| 11.  | FK Slavoj Trebišov      | 33 | 9  | 7  | 17 | 31 | 60 | 34 |
| 12.  | MFK Goral Stará Ľubovňa | 33 | 7  | 9  | 17 | 35 | 58 | 30 |

- Z = Odehrané zápasy; V = Vítězství; R = Remízy; P = Prohry; VG = Vstřelené góly; OG = Obdržené góly; B = Body

|  | postup do Corgoň ligy 2008/09 |
|  | sestup do 2. ligy 2008/09     |